# Balagny-sur-Thérain
Balagny-sur-Thérain is een gemeente in het Franse departement Oise (regio Hauts-de-France). De plaats maakt deel uit van het arrondissement Senlis. In de gemeente ligt spoorwegstation Balagny-Saint-Épin. Balagny-sur-Thérain telde op 1 januari 2022 1.639 inwoners.

## Geografie
De oppervlakte van Balagny-sur-Thérain bedroeg op 1 januari 2022 6,8 vierkante kilometer; de bevolkingsdichtheid was toen 241 inwoners per km².
Het nulpunt van de Belgische Lambertcoördinaten bevindt zich in deze gemeente. Dat punt is gelegen op 49° 17' 38.08  N.B. 2° 18' 19.8 O.L. , nabij het gehucht Pérel bijna op de grens met Ully-Saint-Georges.

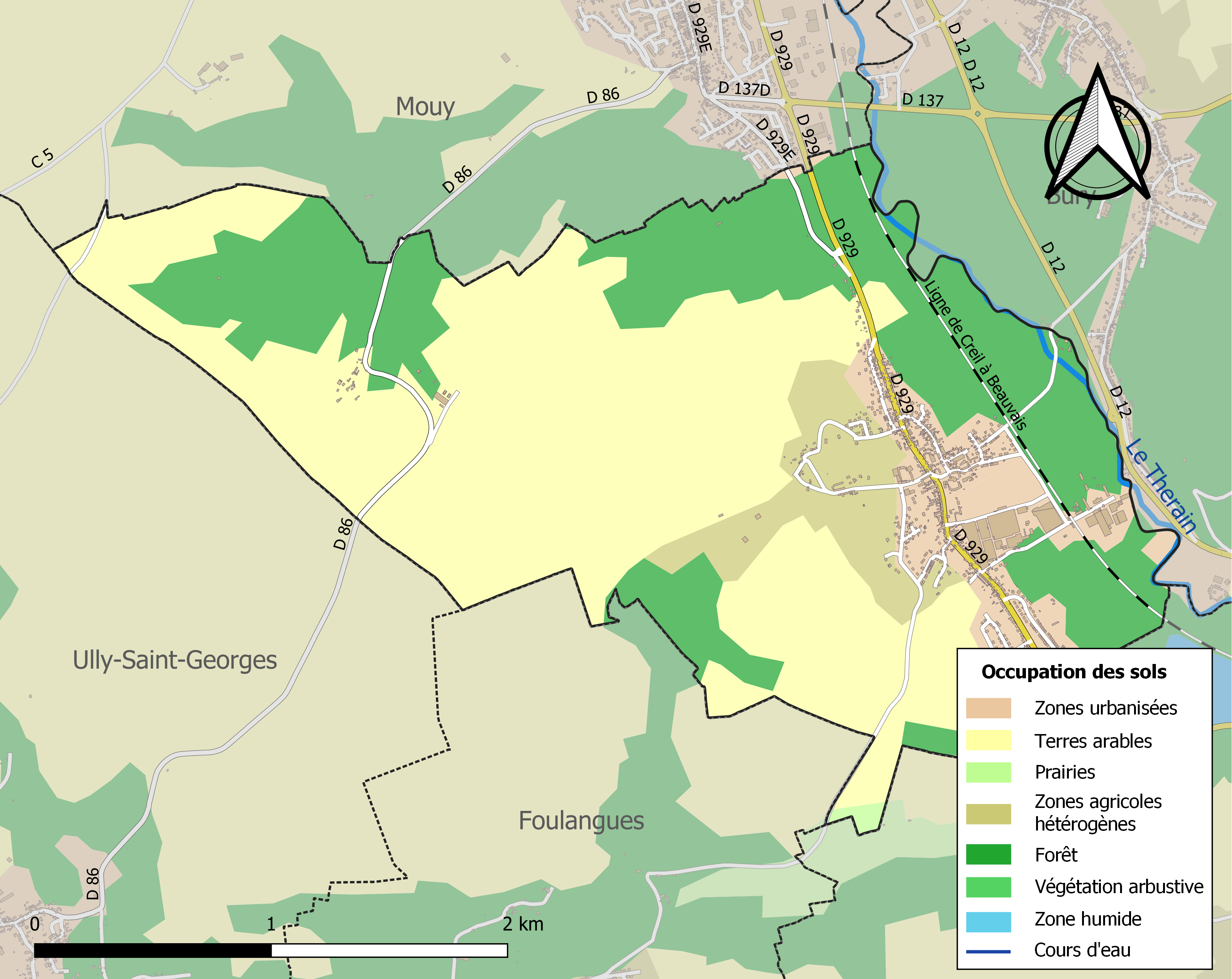
Kaart van de gemeente met belangrijkste infrastructuur, bodemgebruik en omliggende gemeenten

## Demografie
Onderstaande figuur toont het verloop van het inwonertal (bron: INSEE-tellingen).

## Geboren in Balagny-sur-Thérain
- André Masson (1896-1987), Frans surrealistisch kunstschilder